# 圣母圣心会
圣母圣心会（拉丁語：Congregatio Immaculati Cordis Mariae），简称，俗称“斯赫特神父”（Scheut Fathers），是起源于比利时的一个国际性天主教传教修会。1862年由南怀义（小南怀仁，Theofiel Verbist，1823年-1868年）神父创立于布鲁塞尔郊外的斯赫特。该会在中国、蒙古、菲律宾和比属刚果传教。 

## 歷史
1865年，南怀义率首批该会的韩默理等4名不顾一切热切献身于传教使命的传教士到达内蒙古长城外侧的西湾子村（后来发展成河北省崇礼县城），从遣使会手中接管了蒙古代牧区。虽然3年后，1868年2月23日，南怀义在前往热河滦平县的老虎沟的途中感染斑疹伤寒病故。创立不久的传教会失去了刚进入中年的创始人，似乎前途非常渺茫，但生存下来的人在草原上坚持了下来，并且他们的事迹吸引了更多的人加入圣母圣心会的传教队伍。此后他们陆续在塞外开辟了7个教区：西湾子教区、绥远教区（主教座堂位于土默特右旗二十四顷地，1924年迁往归化城，即今呼和浩特）、热河教区、宁夏教区（包括后来陕北的三边地带，主教座堂位于三盛公，即今磴口县）、大同教区、集宁教区（主教座堂位于玫瑰营）和赤峰教区。他们经常买进大片土地，吸引内地的汉人迁来耕种，建立教堂，购买出租土地。
此外，甘肃和新疆也是由圣母圣心会开辟的教区。1878年，韩默理前往河西走廊，开辟了甘肃教区。1883年，3位圣母圣心会的会士经过3个月的长途跋涉，深入新疆伊犁，照顾因信仰被流放到那里去的教友。20世纪，甘肃和新疆的教务转交给圣言会负责。
在1900年7月發生的義和團運動中，绥远教区的韩默理主教被残忍地杀害。
到1955年最后一名会士离开中国时，圣母圣心会共有神职人员239人（先后来华的共有679位会士），教徒23．5万；创办中小学校960所，孤儿院、育婴堂19所，养老院11所，诊疗所24处。该会还创办了比利时鲁汶大学的中文系，培训来华的传教士。1956年，该会会士转移至台湾，在台中主持圣神修院及一些教堂。
2000年，世界各地有1，202位该会传教士，遍布于非洲、亚洲、北美洲、南美洲及欧洲，在28个国家中生活和工作。亚洲：台湾、蒙古、香港、新加坡、菲律宾、印尼和日本；非洲：刚果、喀麦隆、赞比亚、塞内加尔和安哥拉；美洲：海地、多米尼加共和国、危地马拉、巴西、墨西哥和美国；欧洲：比利时、荷兰、意大利、法国和德国。

## 開辦學校

### 内蒙古
- 归绥市恒清中学
- 归绥市护士学校
- 三盛公明德中学
- 集宁教区平兰中学
- 集宁教区文化中学
- 玫瑰营女子师范讲习所
- 窑子沟家政学校

### 香港
- 天主教普愛學校（已結校）
- 景林天主教小學（前鳴遠小學[1]）
- 將軍澳天主教小學
- 天主教鳴遠中學
- 天主教普照中學（前油塘灣天主教中學/普照書院）

### 日本
- 淳心学院中学校・高等学校

### 臺灣
- 臺中市私立育仁國民小學
- 新北市私立光仁高級中學
- 臺北市私立光仁國民小學

## 外部連結
- Scheut Missions-CICM Missionaries （页面存档备份，存于）（英文）
- 聖母聖心會 (台灣)（繁體中文）
- 財團法人天主教聖母聖心會 (台灣) （页面存档备份，存于）（繁體中文）